# خورخه رومرو
خورخه رومرو (اسپانیایی: Jorge Romero‎؛ زادهٔ ۲۳ سپتامبر ۱۹۳۷) بازیکن فوتبال اهل پاراگوئه بود.
از باشگاه‌هایی که در آن بازی کرده‌است می‌توان به باشگاه فوتبال رئال اویدو، باشگاه فوتبال سول ده آمریکا، و باشگاه فوتبال لیبرتاد اشاره کرد.
وی همچنین در تیم ملی فوتبال پاراگوئه بازی کرده‌است.